# Budi Sudarsono
Budi Sudarsono, född 19 september 1980 i Kediri, är en indonesisk före detta fotbollsspelare. 2007 spelade han i AFC Champions League för Persik Kediri och gjorde då två mål.
För Indonesiens landslag har Sudarsono gjort 46 landskamper och 16 mål. I Asiatiska mästerskapet 2004 gjorde han ett mål i gruppspelet när Indonesien vann med 2-1 mot Qatar. Han gjorde även mål i Asiatiska mästerskapet 2007 när man vann mot Bahrain med 2-1.